# Francisco Espínola
Francisco Espínola (San José de Mayo, 4 de octubre de 1901 - Montevideo, 27 de junio de 1973) fue un escritor, periodista y docente uruguayo, perteneciente a la «Generación del centenario

## Biografía
Realizó en San José sus estudios primarios y liceales, y en Montevideo inició sin completar el bachillerato de Medicina. Se inició en el periodismo colaborando en publicaciones de su ciudad natal y de Minas, Uruguay.  
Participó de la Revolución de Enero, un fracasado intento de revolución armada contra la dictadura de Terra y se rindió a los 2 días en la acción de Paso de Morlán en 1935, la Cámara de Senadores voto la amnistía de los prisioneros unos meses después y fue liberado.
Escribió cuentos para niños, novelas y obras de teatro. Fue un docente nato y ejerció como profesor de Lenguaje y de Literatura en el Instituto Normal de Montevideo desde 1939 y de literatura en Enseñanza Secundaria, desde 1945 y de composición literaria y estilística en la Facultad de Humanidades y Ciencias, a partir de 1946. En 1961 recibió el premio Nacional de literatura.
También se destacó como narrador oral y su voz leyendo sus propios cuentos fue registrada en un fonograma coproducido por Sodre y Antar en 1962. El mismo fue reeditado en casete por Ayuí / Tacuabé en 1987 en el volumen Paco Espínola cuenta, vol. 1, aunque con una versión de Que lástima! distinta al del original. Otras grabaciones que hasta el momento no habían sido editadas fueron lanzadas por el mismo sello en casete en 1999 con el nombre de Paco Espínola cuenta, vol. 2. Finalmente, ambos casetes algo ampliados fueron reeditados en CD en el año 2001.
Perteneciente a la «Generación del centenario», su obra se ubica, junto con la de Juan José Morosoli, dentro del regionalismo por su intención de reflejar lo propio: paisajes, situaciones, anécdotas, tipos y hábitos, desde un nuevo punto de vista.
Los personajes de sus obras son seres desamparados, provenientes de los suburbios, relegados y perdidos en un mundo social que los excluye, pero no insiste en la fórmula del nativismo ni del naturalismo, sino que ahonda en estos seres singulares sólo para comprenderlos.
En sus últimos años se adhirió al Partido Comunista de Uruguay. Paco Espínola falleció en la noche del 27 de junio de 1973, en vísperas del golpe de Estado que dio inicio a la dictadura cívico-militar que se extendería hasta 1985.
Una de las salas de la Facultad de Humanidades y Ciencias de la Educación lleva su nombre. La escuela a la que el concurrió tiene su nombre: Escuela 53 Francisco Espínola, ubicada en San José de Mayo. Además de estas, hay un colegio y liceo en Paso Carrasco que también lleva como nombre Francisco Espínola.

## Obras
- Raza ciega (cuentos, 1926)
- Saltoncito (novela para niños, 1930)
- Sombras sobre la tierra (novela, 1933)
- Qué lástima (cuento, 1933)
- La fuga en el espejo (teatro, 1937)
- El rapto y otros cuentos (cuentos, 1950)
- Milón, el ser del circo (ensayo sobre estética, 1954)
- Don Juan, el zorro (tres fragmentos de novela, 1968)
- Rodríguez (cuento corto)
- Las ratas (cuento corto)
- El hombre pálido (cuento corto)